# Густаво Кампаняро
Густаво Кампаняро (на португалски: Gustavo Campanharo, роден на 4 април 1992 в Кашиас до Сул) е бразилски футболист, играе като полузащитник и се състезава за българския Лудогорец. Кампаняро притежава също и италиански паспорт.

## Кариера

### Ранна кариера
Кампаняро започва кариерата си в бразилския Жувентуде. През 2011 г. преминава под наем в юношеските структури на италианския Фиорентина.

### „Атлетико" (Брагантино)
През 2013 г. подписва тригодишен договор в бразилския „Атлетико" (Брагантино). Там до 2014 г. изиграва 31 мача, като отбелязва 1 гол, след което играе под наем във „Верона" и „Евиан ТГ".

### Наем във „Верона"
През 2014 г. Кампаняро заиграва в италианската Серия А, преминавайки под наем в отбора на Верона. Дебюта си за отбора прави на 15 септември 2014 г. в мач срещу отбора на Палермо. За италианския отбор изиграва общо 15 мача в Серия А, но не успява да отбележи гол. За Купата на Италия изиграва 2 мача без да отбележи гол.

### Наем в „Евиан ТГ"
На 21 юли 2015 г. Кампаняро преминава под наем в отбора от френската Лига 2 Евиан Тонон Гаяр. Дебютира за отбора на 14 август 2015 г. в мач срещу Аячо. На 25 септември 2015 г. отбелязва първия си гол за отбора в мач срещу Бурж ан Брес. Изиграва 32 мача в Лига 2 за „Евиан ТГ", като отбелязва 3 гола. За Купата на Франция изиграва 4 мача с отбелязани 2 гола.

### „Лудогорец"
На 14 юни 2016 г. Кампнаяро подписва договор с българския шампион Лудогорец . Дебютира за „Лудогорец“ на 29 юни 2016 г. в контролен мач с „Динамо" (Москва) . Отбелязва първия си гол за „Лудогорец" в неофициален мач на 2 юли 2016 г. в контролата срещу Макаби Хайфа . Дебютира за „Лудогорец“ в официален мач от А ПФГ на 6 август 2016 г. в срещата от втория кръг „Лудогорец“-ПФК Ботев (Пловдив) 4 – 1 . Дебютира в шампионската лига на 17 август 2016 г. в срещата от плейофния кръг „Лудогорец“-„Виктория“ (Пилзен) 2 – 0 . Отбелязва първия си гол за „Лудогорец“ в 1/16-финалите за Купата на България на 20 септември 2016 г. в срещата „Ботев“ (Враца)-„Лудогорец“ 0 – 4 . Отбелязва първия си гол за „Лудогорец“ в ППЛ на 26 ноември 2016 г. в срещата ПФК „Ботев“ (Пловдив)-„Лудогорец“ 1 – 3 . Дебютира във Втора ПЛ в 12-ия кръг на 11 ноември 2016 г. в срещата „Лудогорец 2"-Ботев (Гълъбово) 2 – 0 .

## Успехи

### „Лудогорец"
- Шампион на A ПФГ: 2016 – 2017, 2017 – 2018
- Суперкупа на България: 2018